# خاویر شاوالرین
خاویر شاوالرین (انگلیسی: Xavier Chavalerin؛ زادهٔ ۷ مارس ۱۹۹۱) بازیکن فوتبال اهل فرانسه است.
از باشگاه‌هایی که در آن بازی کرده‌است می‌توان به باشگاه فوتبال المپیک لیون و باشگاه فوتبال ستاره سرخ اشاره کرد.